# It's Magic
 (novembre 2017).
Albums de Garou
Au milieu de ma vie
(2013)
It's Magic est le neuvième album studio de Garou, son dixième en tout. Il est sorti le 24 novembre 2014 avec le label Mercury Records. 
Composé de 15 titres, il s'agit d'un album de reprises des grands classiques de Noël, à la sauce blues. L'album est lancé par le titre Petit Garçon en duo avec Ryan. Ce titre était l'hymne du Téléthon 2014, dont Garou était le parrain. L'album sera vite un succès car il s'écoulera à près de 100 000 exemplaires au cours du mois de décembre et sera certifié disque d'or.

## Liste des titres
| 1.    | Xmas Blues Medley                      | 4:24 |
| 2.    | Le Bonhomme de neige                   | 2:39 |
| 3.    | Blue Christmas                         | 2:39 |
| 4.    | White Christmas                        | 4:15 |
| 5.    | Petit Garçon                           | 2:54 |
| 6.    | Mon beau sapin                         | 3:45 |
| 7.    | Petit Papa Noël                        | 3:06 |
| 8.    | Happy Xmas                             | 3:30 |
| 9.    | Sleigh Ride / Promenade en traineau    | 2:29 |
| 10.   | Santa Claus Is Coming to Town          | 2:08 |
| 11.   | Let It Snow! Let It Snow! Let It Snow! | 2:27 |
| 12.   | Jingle Bell Rock                       | 2:04 |
| 13.   | Joyeux Noël                            | 2:35 |
| 14.   | Douce Nuit / Silent Night              | 3:42 |
| 44:45 |                                        |      |

## Classements et certifications

### Classements
| Classement                   | Meilleure position |
| ---------------------------- | ------------------ |
| Belgique (Flandre Ultratop)  | 156                |
| Belgique (Wallonie Ultratop) | 3                  |
| France (SNEP)                | 12                 |
| Suisse (Schweizer Hitparade) | 22                 |

### Certifications
| Pays   | Association | Certification | Ventes/Équivalence |
| ------ | ----------- | ------------- | ------------------ |
| France | SNEP        | platine       | 100 000            |